# 戴维·E·格林
戴维·E·格林（1910年8月5日—1983年7月8日）是一位美国生物化学家，剑桥大学教授，专攻酶学，特别是氧化磷酸化中的電子傳遞鏈，1946年获首届辉瑞酶化学奖。